# Bentak
Bentak is een bestuurslaag in het regentschap Sragen van de provincie Midden-Java, Indonesië. Bentak telt 2960 inwoners (volkstelling 2010).